# János Pelikán
János Zsombor Pelikán (* 19. April 1995 in Budapest) ist ein ungarischer Radrennfahrer.

## Sportlicher Werdegang
Nach dem Wechsel in die U23 fuhr Pelikán von 2014 bis 2019 für verschiedene UCI Continental Teams. In dieser Zeit wurde er viermal Ungarischer Meister, in der Saison 2019 konnte er zwei Erfolge auf der UCI Europe Tour erzielen, unter anderem beim Grand Prix Cycliste de Gemenc.
Zur Saison 2020 wechselte Pelikán zum UCI ProTeam Androni Giocattoli-Sidermec, für das er mit dem Gewinn des Prologs bei der Rumänien-Rundfahrt einen weiteren Erfolg seinen Palmares hinzufügen konnte.
In der Saison 2022 fuhr Pelikán für das ungarische MKB Bank Cycling Team und trat international nur noch wenig in Erscheinung. Nach drei Jahren auf der Vereinsebene kehrte er 2025 mit dem neu gegründeten Team United Shipping auf die internationale Bühne zurück.

## Erfolge
2014
- Ungarischer Meister – Straßenrennen (U23)

2016
- Ungarischer Meister – Straßenrennen und Einzelzeitfahren

2017
- Ungarischer Meister – Einzelzeitfahren

2019
- Grand Prix Cycliste de Gemenc
- Visegrád 4 Bicycle Race Special Series Debrecen - Ibrany

2021
- eine Etappe Rumänien-Rundfahrt

2025
- Ungarischer Meister – Einzelzeitfahren